# Aguasabon River
Aguasabon River är ett vattendrag i Kanada.   Det ligger i provinsen Ontario, i den sydöstra delen av landet, 900 km väster om huvudstaden Ottawa. Aguasabon River ligger vid sjöarna  Ayah Lake Hays Lake och Twain Lake.